# Teissiera medusifera
Teissiera medusifera är en nässeldjursart som beskrevs av Bouillon 1978. Teissiera medusifera ingår i släktet Teissiera och familjen Teissieridae. Inga underarter finns listade i Catalogue of Life.